# Poecilanthrax autumnalis
Poecilanthrax autumnalis är en tvåvingeart som först beskrevs av Cole 1917.  Poecilanthrax autumnalis ingår i släktet Poecilanthrax och familjen svävflugor. Inga underarter finns listade i Catalogue of Life.